# Hermann Muhs
Hermann Muhs (16 de maio de 1894 - 13 de abril de 1962) foi um advogado e político alemão membro do Partido Nazista que serviu como Secretário de Estado e Líder do Ministério do Reich para Assuntos da Igreja (Reichsministerium für die Kirchlichen Angelegenheiten) na Alemanha Nazista.

## Biografia
Filho de um fazendeiro, Muhs frequentou a escola em Göttingen e se formou em 1914. Ele se ofereceu para o serviço militar na Primeira Guerra Mundial e serviu sucessivamente nos Regimentos de Artilharia de Campanha 46, 254 e 43. Ele esteve em ação na Frente Ocidental e foi ferido duas vezes, ganhando a Cruz de Ferro, 2ª Classe. Em 1917, transferiu-se para a Luftstreitkräfte (Força Aérea Imperial), treinou como piloto e serviu no Jagdstaffel 12 até ser abatido e capturado pelos franceses no outono de 1918. Quando libertado da custódia, ele retornou à Alemanha e foi dispensado do serviço como tenente da reserva na primavera de 1920. 
Muhs estudou economia e direito na Universidade de Göttingen e recebeu seu doutorado em direito em 1922. Ele passou nos primeiros exames de direito estadual e foi contratado como advogado júnior no tribunal regional de Celle até 1926. Passando em seus segundos exames de direito estadual em 1926, ele se tornou assessor do Tribunal Distrital de Hanôver. Ele então abriu um escritório de advocacia em Göttingen, onde trabalhou como advogado e notário até 1933. 

## Carreira
Em 1º de setembro de 1929, ele ingressou no Partido Nazista (membro número 152.594). Em novembro, ele foi eleito para o Conselho de Cidadãos em Göttingen e foi o líder da facção do Partido Nazista até março de 1933. Em 1930, ele era o Partido Bezirksleiter (Líder Distrital) na Província de Hanôver do Sul. Em 7 de outubro de 1930, Muhs sucedeu Karl Dincklage como Vice-Gauleiter para o Sul de Gau Hanover-Brunswick. Ele também serviu como Líder da Organização Gau e Kreisleiter (Líder do Condado) de Kreis Göttingen a partir de setembro de 1931. Em 1932, tornou-se membro do Landtag Provincial da Província de Hanover, servindo também como líder da facção do Partido Nazista. Em 24 de abril de 1932, Muhs foi eleito para o Landtag prussiano, servindo até março do ano seguinte. 
Em 17 de agosto de 1932, Muhs sucedeu Bernhard Rust como Gauleiter de Sul de Gau Hanover-Brunswick quando Rust foi promovido ao novo cargo de Landesinspekteur, supervisionando vários Gaue. No entanto, o mandato de Muh foi breve, pois o novo cargo foi abolido em dezembro de 1932 e Rust voltou como Gauleiter. Muhs retomou sua posição como deputado Gauleiter, servindo até 15 de abril de 1933. 
Após a tomada do poder pelos nazistas, Muhs tornou-se Regierungspräsident da Hildesheim Regierungsbezirk (Região do Governo) em 25 de março de 1933, servindo até abril de 1937. Ele também foi nomeado Presidente do Tribunal Administrativo em Hildesheim. Também em 1933, foi nomeado para o Prussian Provinzialrat (Conselho Provincial) da Província de Hanover, além de ser nomeado representante provincial no Reichsrat até sua dissolução em 14 de fevereiro de 1934. Muhs também se tornou membro da Liga dos Advogados Alemães Nacional-Socialistas (BNSDJ) em 1933. 

## Ministério do Reich para Assuntos da Igreja
Em julho de 1933, Muhs tornou-se senador da Igreja Estatal de Hanover. Então, em 19 de novembro de 1936, ele foi nomeado Deputado Permanente do Reichsminister para Assuntos da Igreja, Hanns Kerrl. Isso foi seguido em 19 de abril de 1937 por sua nomeação como Staatssekretär (Secretário de Estado) e Líder do Departamento Central do Ministério. Isso trouxe uma nomeação ex officio como membro do Conselho de Estado da Prússia. 
Um dos perseguidores mais implacáveis das igrejas, seus esforços de mão pesada para alinhá-las com a ideologia nazista repetidamente encontraram resistência nos círculos da igreja. Esse repúdio de suas ações pelas igrejas resultou na perda de confiança nele. Kerrl respondeu limitando o número de discursos e aparições públicas de Muhs. 
Muhs era membro da Schutzstaffel (SS) desde 1º de junho de 1931. Ele alcançou o posto de SS-Oberführer em 9 de novembro de 1938 e foi colocado na equipe do Reichsführer Heinrich Himmler. No entanto, em 17 de março de 1941, Muhs compareceu ao funeral do cardeal Karl Joseph Schulte na Catedral de Colônia vestindo seu uniforme da SS. Isso era contra as ordens de Himmler, que procurava impor uma estrita separação entre a SS e a Igreja. Portanto, em 2 de abril, Muhs foi expulso da SS. 
Apesar desse revés, após a morte de Hanns Kerrl em 14 de dezembro de 1941, Muhs foi nomeado Líder Interino do Ministério do Reich para Assuntos da Igreja. Ele assumiu as funções do falecido Reichsminister, embora sem o título oficial.  Sua nomeação tornou-se permanente em 16 de janeiro de 1942 e ele continuou a chefiar o Ministério até o fim do regime nazista em 8 de maio de 1945. Ele manteve sua posição como Secretário de Estado e também sucedeu Kerrl como Líder do Escritório de Planejamento Regional do Reich. 

## Pós-guerra
Após a queda do regime nazista, Muhs foi internado pelas autoridades aliadas em junho de 1945. Ele foi inicialmente absolvido por um Tribunal de Desnazificação em Bielefeld em 16 de abril de 1948. Isso foi rescindido em 28 de janeiro de 1949 e, em 26 de maio de 1951, Muhs foi reclassificado como Categoria III, um "infrator menor". Ele não foi mais encarcerado e em 1952 retomou o trabalho legal em Göttingen, morrendo lá em 13 de abril de 1962. 